# Game Creek (Alaska)
Game Creek (Tlingit: Xutshéeni) ist ein Ort und ein census-designated place (CDP) in der Hoonah-Angoon Census Area in Alaska. Das U.S. Census Bureau hatte bei der Volkszählung 2020 eine Einwohnerzahl von 23 ermittelt.

## Geographie
Game Creek befindet sich im Nordosten der Insel Chichagof Island im Alaska Panhandle im Südosten Alaskas. Game Creek liegt an der Bucht Port Frederick. Im Osten trennt das Flüsschen Game Creek das CDP von dem angrenzenden Whitestone Logging Camp CDP. Game Creek liegt 60 km westsüdwestlich von Juneau, der Hauptstadt Alaskas. Eine Straße führt von Game Creek zum 4 km nordöstlich gelegenen Hoonah. Das Areal liegt im Tongass National Forest.

## Geschichte
Game Creek erschien erstmals beim United States Census 1990 als ein census-designated place. Die Bewohner nutzen die Infrastruktur des nahe gelegenen Hoonah, beispielsweise holen sie dort ihr Trinkwasser von einer zentralen Wasserstelle.

## Demografie
Zum Zeitpunkt der Volkszählung im Jahre 2020 (U.S. Census 2020) hatte Game Creek 23 Einwohner auf einer Landfläche von 15,25 km². Von den Einwohnern waren 18 Weiße. Beim Zensus im Jahr 2000 wurden 35 Einwohner gezählt, 2010 waren es 18.